# Клеон (Сицилия)
Вижте пояснителната страница за други личности с името Клеон.
Клеон (на латински: Cleonis) е вожд на робите през Първото робско въстание през 2 век пр.н.е.
Произлиза от Киликия и бил роб в Агригентум в Сицилия. Той е вожд първо на 500 въстанали роби от Агригент. Групата му скоро се увеличава на 5 000 души. През 136 пр.н.е. той се присъединява към групата на въстаниците на Евн и получава от него титлата стратег. Групата на въстаниците нараства вероятно на 200 000 души. Заедно те завладяват Моргантина, Ена, Таормина и други градове.
През 135 пр.н.е. той се бие с войската на претор Марк Перперна, през 134 пр.н.е. против консул Гай Фулвий Флак, през 133 пр.н.е. с армията на Луций Калпурний Пизон Фруги. Едва през 132 пр.н.е. римляните с консул Публий Рупилий успяват да потушат въстанието. Евн е пленен и заведен в Рим, където скоро след това умира. 20 000 роби са хвърлени от скалите или разпънати на кръст.
През 130 пр.н.е. избухват и в други райони малки бунтове като в Делос, Атика, Синуеса, Минтурнае и в западна Мала Азия.